# Joseph Dréher
Joseph Étienne Dréher (Marigny-l'Église, Nièvre, 15 de maig de 1884 - 1941) va ser un atleta francès que va competir a primers del segle xx.
El 1908 va prendre part en els Jocs Olímpics de Londres, on guanyà la medalla de bronze en la cursa de les tres milles per equips, formant equip amb Louis Bonniot de Fleurac, Paul Lizandier, Jean Bouin i Alexandre Fayollat. El mateix dia va córrer les sèries de les cinc milles, però quedà eliminat.